# Wol (Wytschegda)
Der Wol (russisch Воль) ist ein rechter Nebenfluss der Wytschegda in der Republik Komi in Nordwestrussland.
Der Wol entspringt in den südlichen Ausläufern des Timanrückens. Er fließt in überwiegend südlicher Richtung und mündet in den Oberlauf der Wytschegda. Der Wol hat eine Länge von 174 km. Sein Einzugsgebiet umfasst 1810 km². Im Mai, während der Schneeschmelze, führt der Fluss Hochwasser.